# John Franklin
Sir John Franklin (Spilsby, 16 aprile 1786 – Isola di Re Guglielmo, 11 giugno 1847) è stato un ufficiale, esploratore e scrittore britannico.
Già governatore della Tasmania, e tra i fondatori della Royal Geographical Society, guidò come comandante della Royal Navy numerose esplorazioni nel mar Glaciale Artico. Nella sua ultima spedizione, volta alla ricerca del leggendario passaggio a nord-ovest, perì assieme a tutto il suo equipaggio.

## Biografia
Nono di 12 tra fratelli e sorelle, mostrò fin da piccolo il desiderio di intraprendere una carriera legata al mare. Suo padre, inizialmente contrario, alla fine lo aiutò, facendolo reclutare, all'età di 14 anni, dalla Royal Navy, che lo imbarcò sulla HMS “Polyphemus”. Partecipò all'inizio dell'Ottocento a numerosi viaggi e scontri navali: la Battaglia di Copenaghen nel 1801, la Battaglia di Trafalgar nel 1805 (a bordo dell'HMS “Bellerophon”) e la Battaglia di New Orleans del 1812, oltre all'esplorazione delle coste australiane (con l'HMS “Investigator”). 
Nel 1818, già al comando del brigantino “Trent”, fu unito a David Buchan, capitano della “Dorothea”, per una spedizione nel mar Glaciale Artico, che, partendo dall'arcipelago delle Svalbard, doveva raggiungere il Polo Nord tramite lo Stretto di Bering, ma rimasero bloccati fra i ghiacci riuscendo a tornare indietro fra molte difficoltà solo dopo svariate settimane. 
Dal maggio 1819 e sino al 1822, partecipò ad una spedizione (organizzata dalla Compagnia della Baia di Hudson) nello Stretto di Davis, verso le coste settentrionali del Canada: con i suoi uomini, che si trovarono ad avanzare lentamente, in parte a piedi e in parte in canoa, raggiunse il Distretto di Franklin. Esaurite le scorte alimentari, perse 11 dei 20 componenti dell'equipaggio (uno di questi venne giustiziato per cannibalismo), prima dell'arrivo dei provvidenziali soccorsi da parte degli indiani. A questa spedizione dedicò, in due volumi, il libro Narrative of a Journey to the Shores of the Polar Sea.
Nel 1823, dopo il rientro nel Regno Unito, Franklin si sposò con la poetessa Eleanor Anne Porden, dalla quale ebbe l'anno successivo una figlia, Eleanor Isabella. Nel 1825, mentre si trovava in viaggio per un'altra spedizione, stavolta verso il mare di Beaufort, al largo delle coste dell'Alaska - con la quale ebbe maggior fortuna della precedente, tanto da poter completare il rilievo di numerosi fiumi (Grande Fiume degli Orsi, Mackenzie e Coppermine) -, la moglie morì di tubercolosi. Nel 1828, nominato baronetto da Giorgio IV, si risposò con Jane Griffin, amica della sua prima moglie, con la quale condivideva la passione per i viaggi, e diede alle stampe il resoconto delle sue ultime esplorazioni con il titolo di Narrative of the Second Expedition to the Shores of the Polar Sea. 

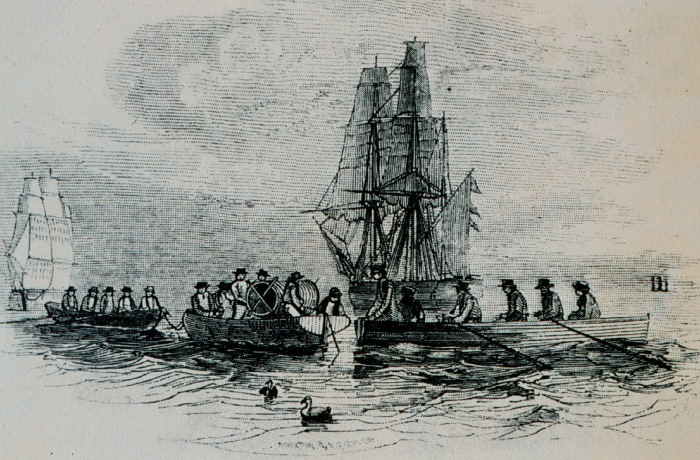
Le navi Erebus e Terror nel 1840

Dopo essere stato luogotenente governatore della Terra di Van Diemen dal 1836 al 1843, fu richiamato per la ricerca del mitico passaggio artico. Al comando di una spedizione composta da due navi (le stesse che avevano accompagnato le esplorazioni di James Clark Ross) e 129 uomini, partì da Londra il 19 maggio 1845. Le navi di Franklin vennero avvistate da una baleniera, per l'ultima volta, il successivo 26 luglio: si trovavano nella baia di Baffin. 
In base ai rapporti delle spedizioni organizzate alla loro ricerca (anche grazie alla determinazione della moglie di Franklin) tra il 1848 e il 1859, che peraltro portarono al rinvenimento, presso degli eschimesi, di un resoconto del viaggio fino al 25 aprile 1848, si apprese che l'esploratore britannico e il suo equipaggio erano approdati nell'isola di Beechey, trascorrendovi l'inverno del 1845-1846. Le navi “Erebus” e “Terror”, che avevano poi tentato di riprendere la rotta, furono bloccate dai ghiacci, in particolare tra l'isola Victoria e l'isola di Re Guglielmo. Qui trovarono pian piano la morte oltre venti fra marinai e ufficiali, compreso lo stesso Franklin; i sopravvissuti abbandonarono le navi soltanto nella primavera del 1848, perendo però durante il percorso intrapreso a piedi verso sud.
Il 9 settembre 2014 il governo canadese ha affermato di aver trovato, mediante l'utilizzo di robot sottomarini e sonar, il relitto dell'imbarcazione “Erebus”, sulla quale aveva viaggiato Franklin.

## Influenza culturale
Ai viaggi di Franklin sono stati dedicati anche vari romanzi, tra cui La casa di ghiaccio o il cacciatore di Vincennes (del 1861) del gesuita Antonio Bresciani e La scoperta della lentezza (titolo originale Die Entdeckung der Langsamkeit), dello scrittore tedesco Sten Nadolny, che è stato pubblicato nel 1983 (in Italia, per la Garzanti, nel 1985). Il protagonista de Le avventure del capitano Hatteras, il celebre romanzo di Jules Verne, sembra forgiato proprio sulla figura dell'esploratore britannico, peraltro citato nel testo. John Franklin è anche uno dei protagonisti del romanzo storico La scomparsa dell'Erebus (The Terror, 2007), di Dan Simmons, dedicato alla spedizione del 1845 alla ricerca del Passaggio a nord-ovest.
Citato nel romanzo Morsa di Ghiaccio di Clive Cussler, in Solomon Gursky è stato qui (Solomon Gursky Was Here), romanzo di Mordecai Richler del 1989, l'ultima spedizione di Franklin è citata molte volte, perché l'autore fa partecipare ad essa uno dei protagonisti del libro, Ephraim Gursky, che riesce a sopravvivere e abbandona su una delle scialuppe dell'Erebus il proprio copricapo ebraico. Nella prima stagione della serie televisiva del 2018 The Terror, incentrata sulla spedizione artica di Franklin, l'esploratore britannico è interpretato dall'attore Ciarán Hinds.
Il personaggio di Sir John Franklin viene citato come 'cavaliere errante del mare', insieme al navigatore Francis Drake, nel noto racconto Cuore di tenebra dello scrittore polacco britannico Joseph Conrad.
In ambito musicale Franklin è una delle figure di riferimento del brano Northwest Passage del cantautore Stan Rogers, in cui ricorre nel ritornello.